# Neomfaloïdeus
Els neomfaloïdeus (Neomphaloidea) són una superfamília de mol·luscs gastròpodes, l'única de l'ordre Neomphalida, dins la subclasse Neomphaliones.

## Taxonomia
La superfamília Neomphaloidea inclou 51 espècies en tres famílies:
- Família Melanodrymiidae Salvini-Plawen & Steiner, 1995
- Família Neomphalidae McLean, 1981
- Família Peltospiridae McLean, 1989